# Rudolf Hoernes
Rudolf Hoernes (Vienna, 1850 – Judendorf-Straßengel, 1912) è stato un geologo austriaco.
Figlio del paleontologo Moritz Hoernes (Vienna, 1815-1868), Si formò all’Università di Vienna e, nel 1876, divenne professore presso l’Università di Graz. Diede contributi particolarmente importanti allo studio dei terremoti e della stratigrafia e paleontologia dell'Era Cenozoica.